# Полілло (острів)
Полілло — острів, розташований в північно-східній частині Філіппінського архіпелагу. Він відділений від острова Лусон протокою Полілло та утворює північну сторону затоки Леймон.
Острів ділиться на три муніципалітети. Муніципалітет Полілло охоплює південну частину острова, північно-східну частину займає муніципалітет Бурдеос, на північному заході розташований муніципалітет Панукулан. Острів є домом для ящірок Varanus olivaceus.
За даними перепису 2010 року на острові проживали 64 802 особи.